# Boris Iegorov
Pour les articles homonymes, voir Iegorov.
Boris Borissovitch Iegorov, Iégorov ou Egorov (en russe : Борис Борисович Егоров) est un cosmonaute soviétique, né le 26 novembre 1937 et décédé le 12 septembre 1994.

## Vols réalisés
Il réalisa un unique vol comme médecin à bord de Voskhod 1 le 12 octobre 1964, participant au premier vol de l'histoire emportant trois personnes.
On baptisa en son honneur l'astéroïde n° 8450.